# Зайцехвіст яйцеподібний
Зайцехвіст яйцеподібний (Lagurus ovatus L.) — вид рослин родини тонконогові (Poaceae).

## Етимологія
грец. λαγώς — «заєць», грец. οὐρά — «хвіст», лат. ōvātus — «яйцеподібний».

## Біоморфологічна характеристика
Стебла 10–95 см, прямовисні. Волоті 0,6–4,5(7) × 0,6–1,5(2) см, яйцюваті, рідше майже циліндричні, пухнасті. Колоски 7–11 мм. Зернівки ≈ 3 × 0,6 мм, веретеновиді. Цвіте з березня по липень. Поширюється вітром

## Географія й середовище проживання
Північна Африка: Алжир; Єгипет; Лівія; Марокко; Туніс. Західна Азія: Кіпр; Ізраїль; Йорданія; Ліван; Сирія; Туреччина. Кавказ: Азербайджан. Європа: Україна [вкл. Крим]; Албанія; Болгарія; Хорватія; Греція [вкл. Крит]; Італія [вкл. Сардинія, Сицилія]; Франція [вкл. Корсика]; Португалія [вкл. Мадейра]; Іспанія [вкл. Балеарські острови, Канарські острови]. Натуралізований у деяких інших країнах, також культивується. Росте на піщаних прибережних ґрунтах.
В Україні вид знайшов поблизу Балаклави у Криму Левеє (Leveille, 1842) і підкріпив знахідку гербарним зразком. Однак згодом рослину в Криму ніхто не знаходив.

## Галерея

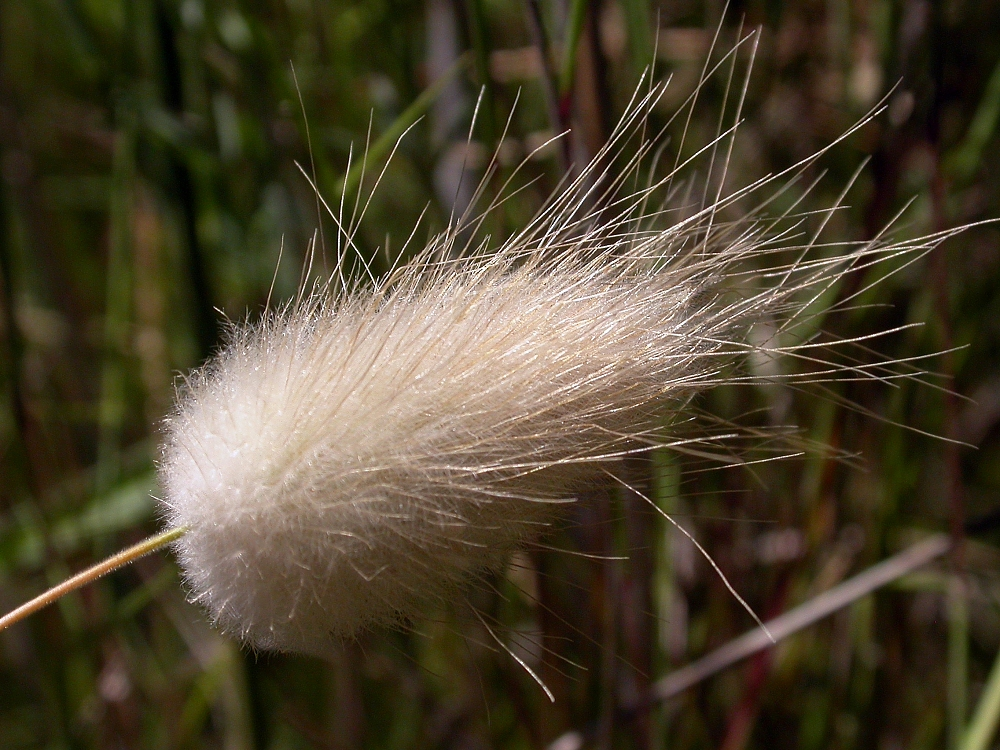
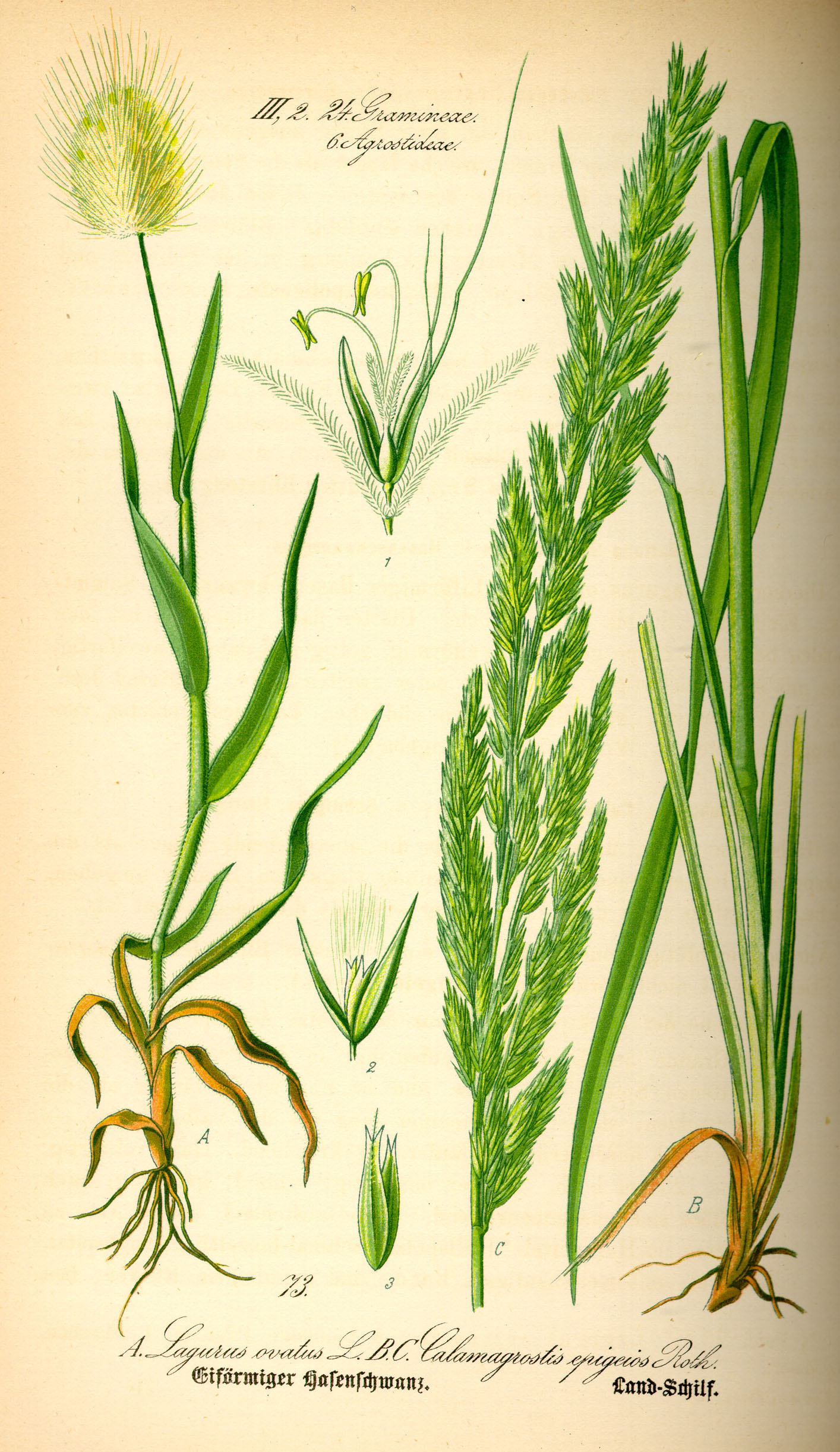
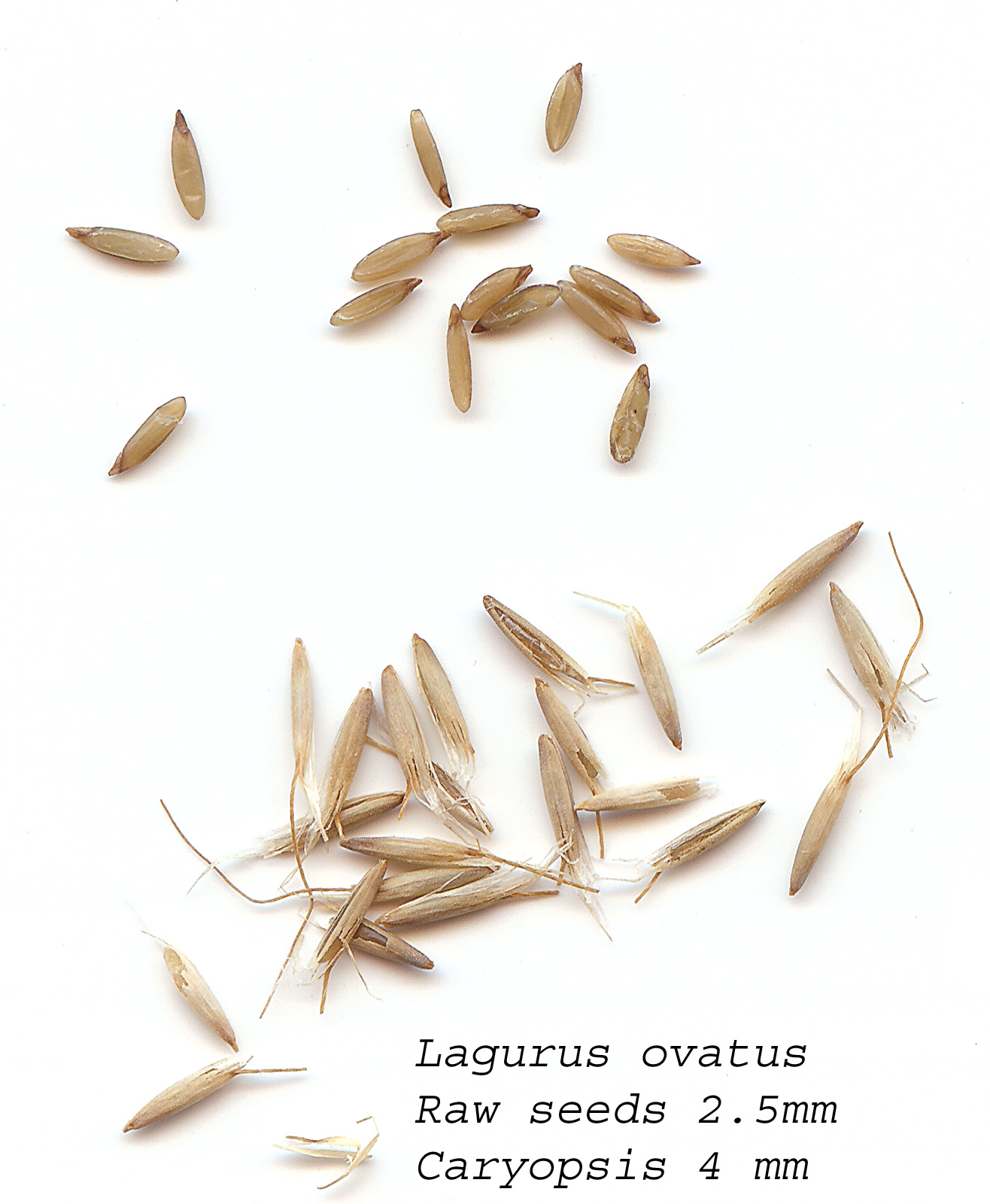